# Vasilij Kuznjecov
Vasilij Vasiljevič Kuznjecov (31. siječnja 1901. – 5. lipnja 1990.) je tri puta bio vršitelj dužnosti Predsjednika Prezidijuma Vrhovnog Sovjeta (Predsjednik SSSR-a).

## Život
Vasilij Kuznjecov je rođen 1901. godine u mjestu Sofilovka na području Ruskog Carstva. Za razliku od gotovo svih budućih visokih Sovjetskih dužnosnika tijekom svoga školovanja i mladosti on ne pristupa komunističkoj partiji nego to čini tek u svibnju 1927. godine (kada je imao 26 godina) u trenutcima kada već ima diplomu fakulteta i posao. Taj njegov prvi posao je bio u metalurškoj tvornici gdje dočekuje 1931. godine obavjest da ga SSSR šalje na dopunsku edukaciju u SAD na Carnegie Institute of Technology u Pittsburgu. Zahvaljujući tamo stečenom znanju od 1937. godine u svojoj domovini Kuznjecov će obavljati samo državne poslove povezane s industrijom. Prva od tih dužnosti je u državnom ministarstvu za tešku industriju nakon čega 1940. godine postaje zamjenik predsjedavajućeg u državnom zavodu za planiranje. Tijekom rata 1944. godine Kuznjecov postaje predsjednik sindikata SSSR-a, a ubrzo potom 1946. godine je i predsjednik jednog doma Sovjetskog parlamenta. Smrću Staljina 1953. godine postaje očito kako je on Kuznecov bio njegov kadar pošto je odmah izbačen iz sindikata i prezidijuma Vrhovnog Sovjeta u koji je ušao tek 1952. godine. Taj gubitak svih dužnosti je ujedno bio potvrđen slanjem na mjesto veleposlanika u Kini nakon čega će mu se karijera smiriti mjesto u ministarstvu vanjskih poslova. Tamo upoznaje osam godina mlađeg Gromyka čiji štićenik će ubrzo postati. To prijateljstvo je potvrđeno tijekom sljedeća dva desetljeća tijekom kojih je Kuznecov bio njegov zamjenik. Tek borba za vlast u vrhu SSSR-a će donesti promjenu u radnim pozicijama ova dva prijatelja. Kada je 1977. godine Brežnjev napokon uspio slomiti otpor protivnika i smijeniti Nikolaja Podgornija s mjesta predsjednika SSSR-a kako bi zauzeo poziciju za sebe postavilo se pitanje tko će biti njegov zamjenik. Za tu poziciju se na kraju izabralo ostarjelog Kuznjecova kao sigurni izbor. Poslije smrti Brežnjeva 10. studenoga 1982. godine on koji je bio njegov zamjenika za ceremonijalnu dužnost predsjednika postaje v.d. predsjednika SSSR-a. Pokušaj zadržavanja ovog naslova i brisanje oznake v.d. na kraju propada pošto Jurij Andropov na sebe preuzima dužnost predsjednika. Nakon njegove smrti 9. veljače 1984. godine Kuznjecov ponovno preuzima dužnost v.d. predsjednik koju će ponovno izgubit kada i Černjenko 11. travnja 1984. godine preuzima za sebe titulu predsjednika. Nakon njegove smrti 10. ožujka 1985. godine Kuznjecov je po treći put postao v.d. predsjednika SSSR-a. Ovu poziciju će sada držati samo do 2. srpnja 1985. godine kada biva zamijenjen Gromykom. Tijekom Gorbačovljeve čistke na sjednici Centralnog komiteta 6. ožujka 1986. godine Vasilij Kuznjecov će biti izbačen s preostalih državnih funkcija i umirovljen.
Glavni razlog za Kuznjecove neuspjehe u osvajanju vlasti ili barem zadržavanja ceremonijalne titule predsjednika SSSR možemo naći u njegovim godinama pošto je on u to doba bio najstariji član Politbiroa koji je bio zabrinut zbog velikog broja smrti svojih najvažnijih članova.
Umro je 5. lipnja 1990. godine u Moskvi u svojoj 89. godini života.